# Ялтинський район
Ялтинський район (крим. Yalta rayonı) — район в Україні, Автономна Республіка Крим. Адміністративний центр — місто Ялта.
Утворений 7 вересня 2023 року з територій Алуштинської і Ялтинської міських рад республіканського значення.
За переписом 2001 року населення району становило 192,8 тисячі осіб.

## Ради і населені пункти
У районі 58 населених пунктів — 3 міста, 36 селищ і 19 сіл, які входять до 16 рад — 3 міських, 8 селищних 5 сільських.
Відповідно до Закону України «Про внесення змін до деяких законодавчих актів України щодо вирішення окремих питань адміністративно-територіального устрою Автономної Республіки Крим» до 7 жовтня 2023 року мають бути затверджені адміністративні центри та території територіальних громад району.